# Parador Alta Italia
Parador Alta Italia es una estación ferroviaria ubicada en la intersección de las calles Alta Italia y Hipólito Yrigoyen en la localidad de General Gutiérrez, en el Departamento Maipú, Provincia de Mendoza, República Argentina.

## Historia
La estación fue inaugurada el 28 de febrero de 2012, junto con el resto de las estaciones de la línea. Es una estación intermedia del servicio que une Estación Gutiérrez y Estación Mendoza.

## Imágenes

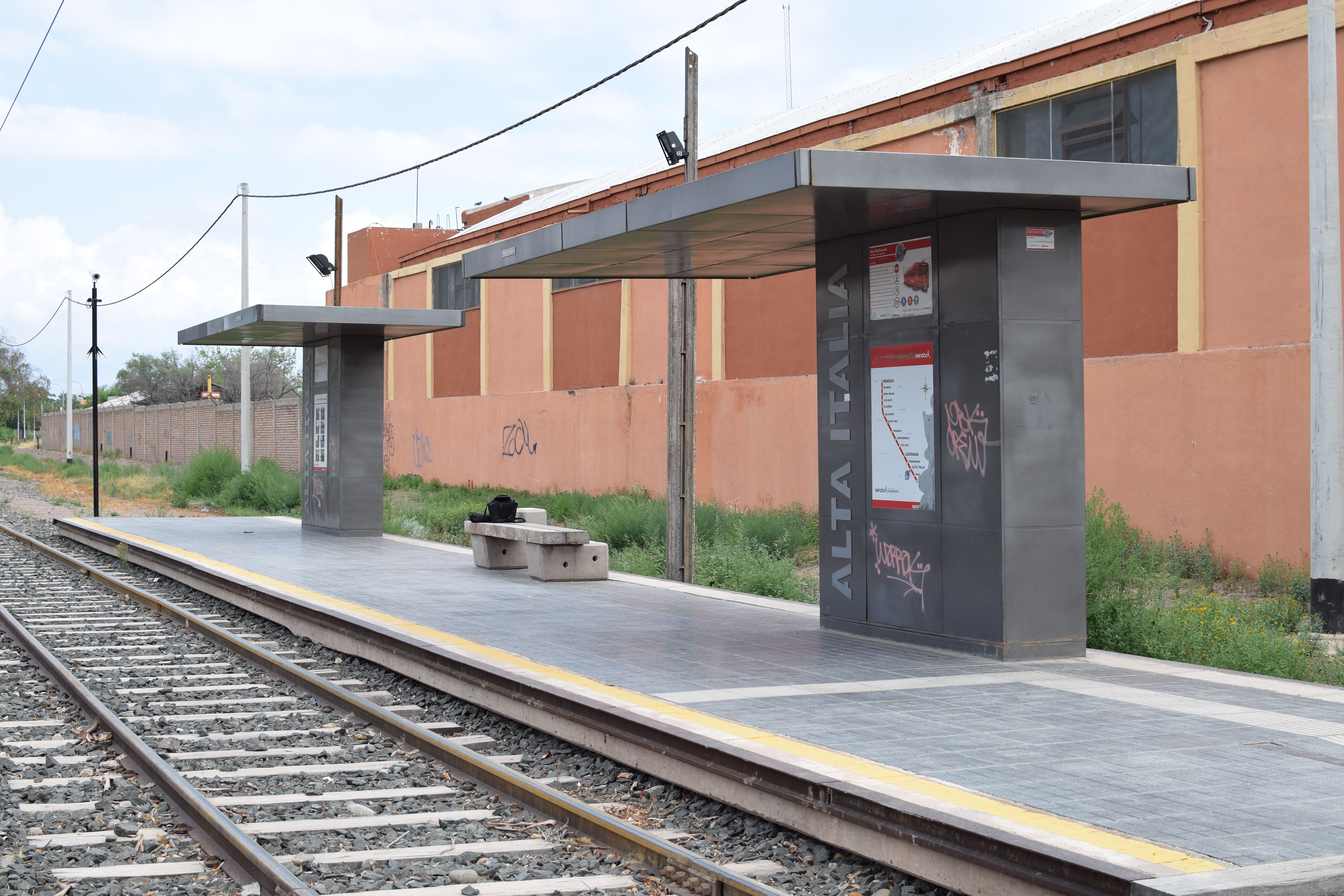
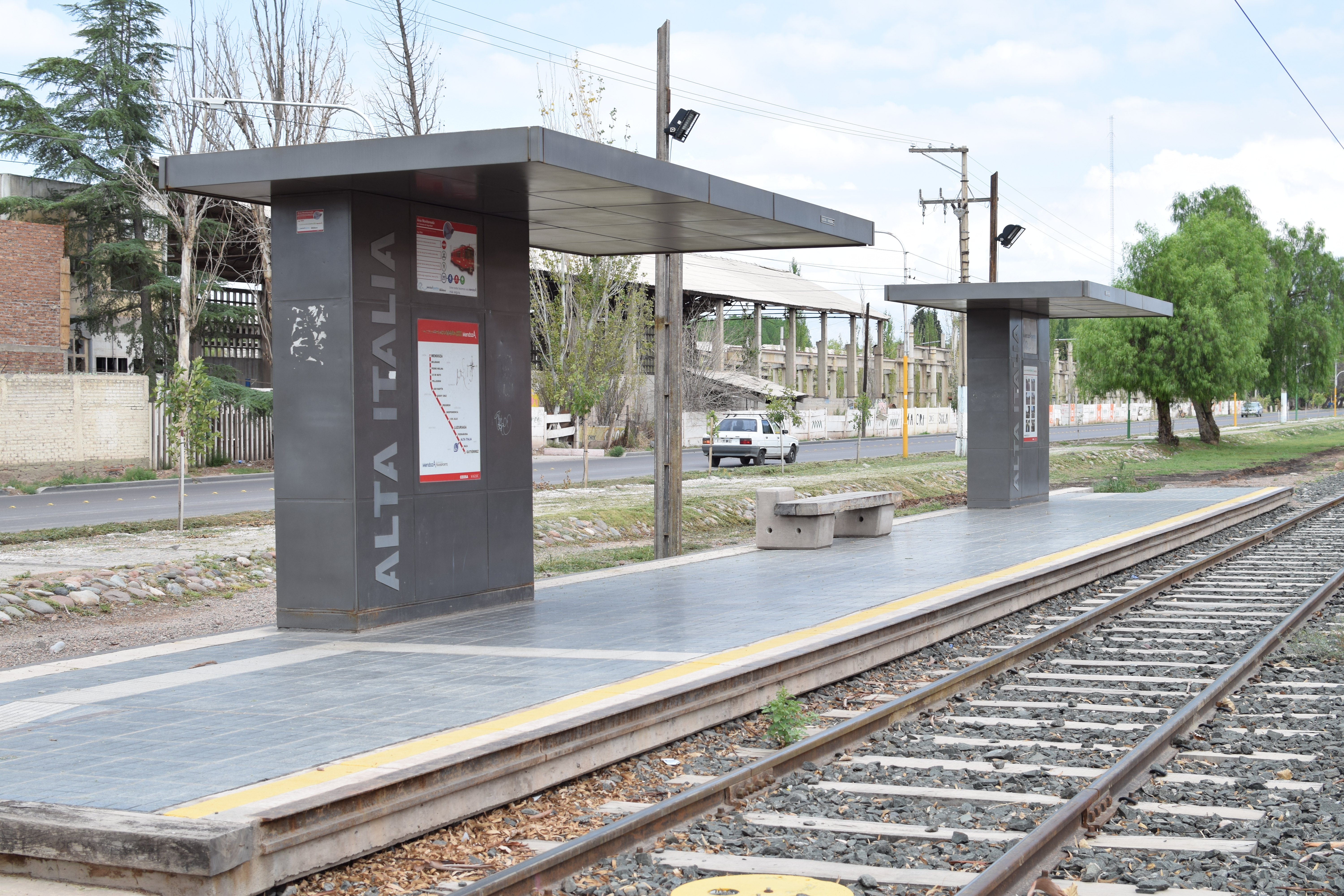